# مقاتلة خفيفة

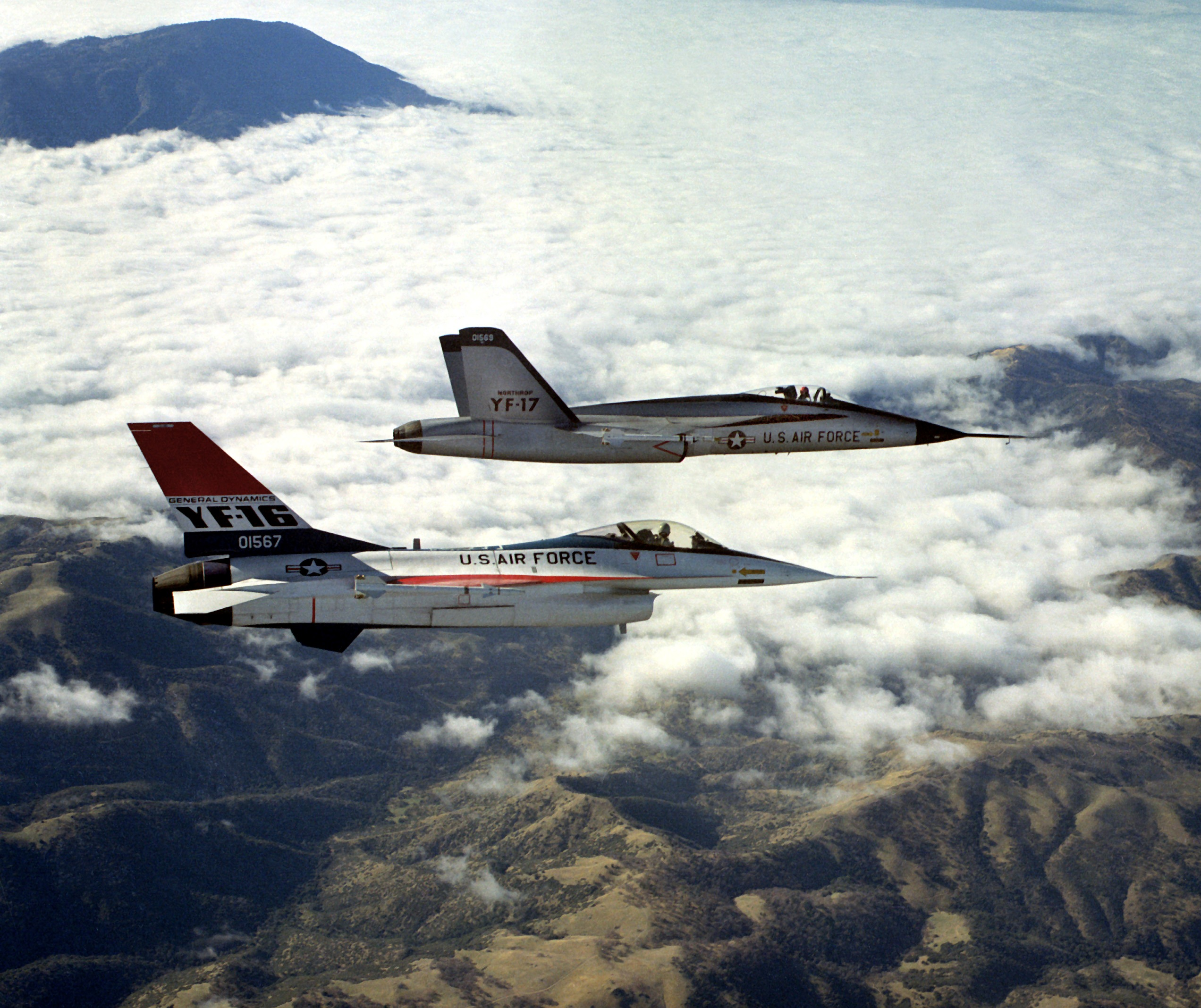

المقاتلات الخفيفة هي طائرات مقاتلة تقع في أقل فئة من حيث الوزن والتكلفة والتعقيد. يستخدم المصطلح «مقاتلة خفيفة الوزن» بشكل شائع في الأدب الحديث.   أيا كان المصطلح المستخدم، فإن المفهوم هو أن يكون في النصف السفلي عموما من المدى العملي، ولكن لا يزال مع ميزات تنافسية مختارة بعناية من أجل إبراز قوة فعالة للغاية لكل وحدة من الميزانية عبر تصميم فعال. 

## التاريخ

### قبل الحرب العالمية الثانية
نشأت المقاتلة الخفيفة في الأصل بناءا على القلق إزاء تزايد حجم وتكلفة مقاتلات الخطوط الأمامية في عشرينيات القرن العشرين. أحد أوائل المشاريع المقاتلة كان برنامج اعتراض «جوكي» التابع للقوات الجوية الفرنسية عام 1926. تم تجربة العديد من الطائرات دون نجاح كبير.

### الحرب العالمية الثانية
كان هناك نقاش قبل وأثناء الحرب العالمية الثانية حول الحجم الأمثل والوزن وعدد محركات الطائرات المقاتلة.  خلال الحرب، أثبت المقاتلون الذين استخدموا الطائرات الخفيفة إلى المتوسطة أنهم الأكثر فعالية. هذه الطائراتفاجأت المقاتلات الثقيلة في القتال بسبب عنصر المفاجأة الأكبر وسهولة المناورة.   كانت أيضًا أكثر فعالية من حيث التكلفة، مما يسمح بنشر أعداد أكبر كميزة قتالية. بعض المقاتلين. 

#### ألمانيا
دخلت مسرشميت بي اف 109 الألمانية الخدمة في عام 1937 وأصبحت المقاتلة الأكثر إنتاجًا في التاريخ، حيث تم بناء ما يقرب من 34000. كانت فلسفة التصميم فيها هي لف هيكل صغير حول محرك قوي باستخدام مبدأ «البناء الخفيف» لشركة مسرشميت، والذي يهدف إلى تقليل وزن وعدد الأجزاء المنفصلة في الطائرة. من خلال تركيز وزن الجناح والمحرك وأدوات الهبوط في جدار الحماية، يمكن جعل هيكل الطائرة خفيفًا وبسيطًا نسبيًا. كانت طائرة بف 109 هي ثاني أصغر طائرة مقاتلة رئيسية في الحرب العالمية الثانية والأخف في المسرح الأوروبي. بلغ وزن النسخة «إي» المستخدم في معركة بريطانيا 2,010 كجم (4,431   رطل). hlh لنسخة جي الأكثر تسليحًا وقوة والتي استخدمت لاحقًا في الحرب وزنًا فارغًا يبلغ 2700 كجم (5900) رطل). في المقارنة مع خصومها الرئيسيين يزن 2,100 كجم (4,640 رطل) إلى 5800 كجم (12,800 رطل).

#### اليابان
كان أخف مقاتلة رئيسية في الحرب العالمية الثانية المقاتلة اليابانية ميتسوبيشي إيه6أم زيرو. دخلت الخدمة في عام 1940 وبقيت قيد الاستخدام طوال الحرب، كان وزنها فارغة 1680   كجم (3,704   lb) لإصدار إيه6أم2، الذي كان خفيفًا جدًا حتى وفقًا لمعايير وقته. رئيس فريق التصميم، جيرو هوريكوشي، كان ينوي أن يكون خفيفًا ومرنًا قدر الإمكان، ويجسد صفات سيف الساموراي. نظرًا لتخلف تقنية المحرك اليابانية عن تلك الموجودة في الغرب، فقد قام المصممون بتقليل الوزن إلى الحد الأقصى لزيادة المدى وإمكانية المناورة. وقد تحقق ذلك بطرق منها استخدام الأسلحة الخفيفة وعدم وجود خزانات وقود للدروع ذاتية الإغلاق. في وقت مبكر من الحرب العالمية الثانية، كانت تعتبر المقاتلة الأكثر قدرة على الحركة في العالم،  كما مكنها مداها الطويل للغاية أن تظهر وتضرب مواقع كان من غير المتوقع أن تصل القوة الجوية اليابانية إيليها. في العمليات القتالية المبكرة، اكتسبت الطائرة سمعة باعتبارها مصارعة ممتازة، وحققت نسبة قتل 12:1. ومع ذلك، لم تكن اليابان قادرة على الاستمرار في تحسين الطائرة خلال الحرب، والتي كانت محدودة أساسًا بسبب تقنية المحرك المتخلفة، وبحلول منتصف عام 1942، مكنت مجموعة من التكتيكات الجديدة وإدخال طائرات أفضل من طياري الحلفاء على استخدام أن تصبح متساوية أو متفوقة على الطائرة اليابانية. على سبيل المثال، كان أداء إف 6 إف هيلكات الأكبر والأثقل متفوقًا على الزيرو اليابانية في جميع الجوانب إلا القدرة على المناورة. بالاقتران مع معايير التدريب المتفوقة للبحرية الأمريكية، حققت الطائرات الجديدة نسبة فوز كبيرة مقابل الزيرو والطائرات اليابانية الأخرى.

### اقتباسات
1. ↑  Stuart, 1978, p. 7.
2. ↑  Green، William؛ Swanborough، Gordon (1994). The Complete Book of Fighters. Godalming, UK: Salamander Books. ص. 439. ISBN:1-85833-777-1.
3. ↑  Stevenson, 1993, pp. 62–72.
4. ↑  Wagner, 1990, pp. 2–23.
5. ↑  Sprey, 1982, pp. 159–160.
6. ↑  Galland, "The First and the Last", p. 43 and p. 190.
7. ↑  Andersen, Clarence, "To Fly and Fight: Memoirs of a Triple Ace", p. 112, iBooks and Simon & Schuester, 1990, .
8. ↑  "The Best Fighter Planes of World War II". Retrieved July 1, 2016. نسخة محفوظة 13 يونيو 2019 على موقع واي باك مشين.
9. ↑  Cross and Scarborough 1976, pp. 56–66.
10. ↑  Cross, 1962, "The Fighter Aircraft Pocket Book", p. 93.
11. ↑  Mikesh, Robert. "Zero: Combat and Development History of Japan's Legendary Mitsubishi A6M Zero Fighter". MBI Publishing Company, 1994, p. 15.
12. ↑  Mikesh, 1994, pp. 17–21.
13. ↑  Mikesh, 1994, p. 19.
14. ↑  Hawks, Chuck. "The Best Fighter Planes of World War II". chuckhawks.com. Retrieved June 30, 2016. نسخة محفوظة 13 يونيو 2019 على موقع واي باك مشين.
15. ↑  Thompson with Smith 2008, p. 231.
16. ↑  Young، Edward M. (2014). F6F Hellcat Vs A6M Zero-sen : Pacific Theater 1943–44. Oxford: Osprey Publishing. ص. 71–73. ISBN:9781782008132.

### قائمة المراجع
- Ahlgren, Jan; Linner, Anders; Wigert, Lars (2002), Gripen, the First Fourth Generation Fighter, Swedish Air Force and Saab Aerospace, ISBN 91-972803-8-0
- Burton, James (1993), The Pentagon Wars: Reformers Challenge the Old Guard, Naval Institute Press, ISBN 978-1-61251-369-0
- Coram, Robert (2002), Boyd: the Fighter Pilot Who Changed the Art of War, Little, Brown, and Company, ISBN 0-316-88146-5
- Cross, Roy; Scarborough, Gerald; in collaboration with Ebert, Hans (1976), Messerschmitt Bf 109, Versions B-E, Classic Aircraft, Their History and How to Model Them, Patrick Stevens, ISBN 0-85059-106-6
- Cross, Roy (1962), The Fighter Aircraft Pocket Book, Jarrold and Sons, Ltd.
- Gunston, Bill; Spick, Mike (1983), Modern Air Combat, Crescent Books, ISBN 91-972803-8-0
- Hammond, Grant T. (2001), The Mind of War: John Boyd and American Security, Smithsonian Institution Press, ISBN 1-56098-941-6
- Huenecke, Klaus (1987), Modern Combat Aircraft Design, Airlife Publishing Limited, ISBN 0-517-412659
- Lee, John (1942), Fighter Facts and Fallacies, William Morrow and Company
- Shaw, Robert (1985), Fighter Combat: Tactics and Maneuvering, Naval Institute Press, ISBN 0-87021-059-9
- Singer, P.W. (2009), Wired for War: The Robotics Revolution and Conflict in the Twenty-first Century, Penguin Publishing Group, ISBN 978-1-440-68597-2
- Spick, Mike (1995), Designed for the Kill: The Jet Fighter—Development and Experience, Airlife, ISBN 1-85310-121-4
- Spick, Mike (2000), Brassey's Modern Fighters, Pegasus Publishing Limited, ISBN 1-57488-247-3
- Sprey, Pierre (1982), "Comparing the Effectiveness of Air-to-Air Fighters: F-86 to F-18" (PDF), U.S. DoD Contract MDA 903-81-C-0312
- Stevenson, James (1993), The Pentagon Paradox: The Development of the F-18 Hornet, Naval Institute Press, ISBN 1-55750-775-9
- Stimson, George (1983), Introduction to Airborne Radar, Hughes Aircraft Company
- Stuart, William (1978), Northrop F-5 Case Study in Aircraft Design, Northrop Corp.
- Thomson, Steve (2008), Air Combat Manoeuvres: The Technique and History of Air Fighting for Flight Simulation, Ian Allan Publishing, ISBN 978-1-903223-98-7
- Wagner, Raymond (2000), Mustang Designer: Edgar Schmued and the P-51, Washington, DC: Smithsonian Institution Press